# Ћутет
Ћутет или Трепчански град је тврђава у Србији, западно од Косовске Митровице код Старог Трга, која је служила као заштита за Трепчанске руднике. Смештена је на стеновитом врху висине 851m нмв. изнад Смрековачке реке, тако да оштре стене бране прилазак граду са севера и истока. Данас је већим делом порушен до темеља и зарастао у ниско, густо шибље, а на овом простору нису вршена археолошка истраживања.
Само утврђење се пружа правцем север-југ и има основу броја 8, са широм страном на северу. Најочуванији део представља четвртаста кула на северном крају са каменим банком. Од ње се ка југу пружа делимично очувани бедем са још једном кулом. У унутрашњости града има остатака неколико грађевина за које се само може претпоставити која им је била намена (донжон, цистерна...) јер су махом порушене до темеља.